# Trần Văn Hương
Trần Văn Hương (en vietnamien : [t͡ɕən˨˩ van˧˧ hɨəŋ˧˧]), né le 1er décembre 1902 et mort le 27 janvier 1982, est un homme politique sud-vietnamien. Il est l’avant-dernier président du Sud-Vietnam pendant une semaine en avril 1975 avant sa reddition aux forces communistes du Nord-Vietnam. 

## Biographie
Huong naît dans une famille pauvre du delta du Mékong et est donné bébé à des parents adoptifs. Il devient plus tard instituteur.
Avant d’accéder à la présidence, il est vice-président sous le président Nguyễn Văn Thiệu à partir d’octobre 1971 après avoir été élu sur une liste commune avec Thiệu lors de l’élection présidentielle sud-vietnamienne de 1971. Avant cela, il est Premier ministre pendant trois mois, de novembre 1964 à janvier 1965, sous la supervision d’une junte militaire dirigée par le général Nguyên Khanh. Il est également de nouveau Premier ministre de mai 1968 à août 1969.
Dans le cadre de la chute de Saïgon, le 21 avril 1975, Thiệu démissionne et remet la présidence à Hương. Le 28 avril 1975, après une semaine en tant que président, Hương démissionne et remet le pouvoir au général Dương Văn Minh, qui préside à la reddition du gouvernement deux jours plus tard. 
Hương est placé en résidence surveillée par les Nord-Vietnamiens. Lorsqu’il est jugé suffisamment réformé en 1977, ses droits civiques sont rétablis, ce qu’il refuse. Au lieu de cela, il demande que tous les responsables de l’armée de la République du Vietnam soient libérés de prison avant qu’il ne prenne sa place parmi les libérés. Sa demande est ignorée. L’ancien président, qui a une femme et deux fils, meurt chez lui en 1982, seulement 11 mois avant d’avoir 80 ans[réf. non conforme]. 